# Desmodium metcalfii
Desmodium metcalfii là một loài thực vật có hoa trong họ Đậu. Loài này được (Rose & Painter) Kearney & Peebles miêu tả khoa học đầu tiên năm 1939.